# 34650 Dunkenberger
34650 Dunkenberger è un asteroide della fascia principale. Scoperto nel 2000, presenta un'orbita caratterizzata da un semiasse maggiore pari a 2,3815105 au e da un'eccentricità di 0,0720757, inclinata di 6,06041° rispetto all'eclittica.